# Conoglobigerina
Conoglobigerina es un género de foraminífero planctónico de la familia Conoglobigerinidae, de la superfamilia Rotaliporoidea, del suborden Globigerinina y del orden Globigerinida. Su especie tipo es Globigerina (Conoglobigerina) dagestanica. Su rango cronoestratigráfico abarca desde el Bajociense (Jurásico medio) hasta el Titoniense (Jurásico superior).

## Descripción
Conoglobigerina incluía especies con conchas trocoespiraladas, de trocospira alta y forma subcónica globular; sus cámaras eran subesféricas, creciendo en tamaño de forma rápida; su ombligo era pequeño y somero; su contorno era lobulado; su periferia era redondeada; las suturas intercamerales eran rectas e incididas; su abertura era interiomarginal, umbilical, con forma de arco bajo y estrecho, y bordeada por un labio; presentaban pared calcítica hialina, finamente perforada, y superficie pustulada, con pústulas imperforadas, redondeadas a alargadas, que podían fusionarse formando pequeñas costillas.

## Discusión
Clasificaciones posteriores incluyen Conoglobigerina en la superfamilia Favuselloidea.

## Paleoecología
Conoglobigerina incluía especies con un modo de vida planctónico o meroplanctónico, de distribución latitudinal templada (hemisferio norte), y habitantes pelágicos de aguas superficiales (medio nerítico y epipelágico).

## Clasificación
Conoglobigerina incluye a las siguientes especies:
- Conoglobigerina avarica †
- Conoglobigerina avariformis †
- Conoglobigerina balakhmatovae †
- Conoglobigerina dagestanica †
- Conoglobigerina caucasia †
- Conoglobigerina conica †
- Conoglobigerina gulekhensis †
- Conoglobigerina jurassica †
- Conoglobigerina meganomica †
- Conoglobigerina terquemi †